# De Dood van een Sandwichman
De Dood van een Sandwichman is een korte Belgische off-television documentaire uit 1971 van het Antwerpse filmcollectief Fugitive Cinema. De documentaire had als doel om de commerciële wanpraktijken in de wielersport aan de kaak te stellen, naar aanleiding van het plotse overlijden van wereldkampioen Jean-Pierre Monseré.

## Beschrijving
Voor deze anti-autoritaire reportage werden regisseurs Robbe De Hert en Guido Henderickx geïnspireerd door Jan Emiel Daeles controversiële boek Strijd in de Wielersport (1970). In dit werk exploreert de Vlaamse auteur hoe doping, corruptie en het uitbuiten van vedetten floreert binnen de wielersport. Hij zag deze toestanden als een reflectie van de moderne consumptiemaatschappij. Dit idee wordt in de film onderbouwd aan de hand van beelden en interviews.
Centraal in de reportage staat de begrafenis van de jonge wielerbelofte Jean-Pierre “Jempi” Monseré, wiens leven abrupt ten einde kwam door een aanrijding met een publiciteitswagen op een kermiskoers. Zijn publieke uitvaart in Roeselare op 20 maart 1971 werd bijgewoond door een hele schare wielerfans, politici en belangrijke figuren uit de sportwereld. Zo waren onder meer sportreporter Piet Theys, liberaal politicus Willy De Clercq en wielrenner Roger De Vlaeminck aanwezig. Zij werden tijdens de rouwstoet onverwachts ondervraagd over het effect van de commercialisering op de wielersport, en welke rol zij daarin spelen.
De interviewers stelden veel provocerende en suggestieve vragen, zoals “Vindt u niet dat aan de beroepssporten, de wielersport in het bijzonder, wel bijzonder pijnlijke kanten verbonden zijn?” en “Zouden we niet beter stoppen met de wielersport?”. De kritische reportage gaf zo, in de geest van de revolutionaire jaren 60, een opmerkelijk inzicht in de manier waarop de geliefde Belgische wielersport subtiel getransformeerd werd in een heuse reclame-industrie, waarin de wielrenners niet meer zijn dan een bende commerciële ‘sandwichmannen’.

## Productieproces
De Dood van een Sandwichman is na S.O.S. Fonske (1968) de tweede off-television productie van Fugitive Cinema, die volledig autonoom gefinancierd werd. Het team was deze keer aanzienlijk groter. De regie was in handen van Robbe De Hert en Guido Henderickx en het camerawerk werd voorzien door Guido van Rooy, Paul de Fru en Denis van Huffel. Jules Goris en Jacques Urbain waren de klankmannen. Frans Huybrechts, Patrick Conrad, Jaak Vandermeer en Monique Beyns worden gecrediteerd als regie-assistenten. De productie van De Dood van een sandwichman liep parallel met de productie van De Herts eerste langspeelfilm Camera Sutra (1973) en Guido Henderickx’ film Het laatste oordeel (Van Poppel 1982, 2).
Sportjournalist en radiomaker Robrecht Willaert, journalist Willy Geerts en BRT-journalist Jan Ceuleers mengden zich als reporters onder de massa, zonder uitgebreide voorbereidingen, enkel gewapend met hun opnameapparatuur die in cinéma vérité-stijl meer dan eens in beeld verschijnt. Het scenario werd al doende geschreven, naar verluidt was het filmproces dan ook pure chaos. Jan Emiel Daele beschouwde zichzelf als adviseur tijdens het filmen. Hij was ook verantwoordelijk voor het interview met sportjournalist Piet Theys.
De film werd gefilmd op meerdere dagen: het grootste deel van de interviews en het beeldmateriaal werd met vier ploegen interviewers gefilmd tijdens de begrafenis van Monseré op 20 maart 1971, deze werden aangevuld met enkele meer inhoudelijke interviews met Pol Claeys en Piet Theys. Net zoals in S.O.S. Fonske is deze sociale reportage opgebouwd rond spontane interviews, waardoor niet een alwetende verteller, maar wel de man in de straat de centrale plek krijgt. De meeste geïnterviewden waren niet voorbereid op de kritische vragen die op hen werden afgevuurd. Het toppunt hiervan is het interview met Flandria-baas en sponsor Claeys, waarbij Willaert met de volledige filmcrew ‘s avonds onverwacht binnenviel in zijn villa.
Ondanks de chaos tijdens de draaidagen, werd er tijdens het montageproces nauwkeurig gelet op het verzamelde beeldmateriaal dat in totaal meer dan vier uur lang was. De uitgekozen fragmenten werden in een mengelmoes van dialectische juxtaposities gemonteerd. Hierin vertoont de documentaire affiniteiten met de direct cinema en de revolutionaire Sovjet-cinema uit de jaren 20. Een groot deel van de interviews kon niet verwerkt worden in de korte reportage. Jan Emiel Daele gaf de integrale versies van de interviews een tweede leven in zijn boek Dood van Jempi (1972), inclusief onder andere een korte uitwisseling met Eddy Merckx.

## Poster
De officiële filmposter, ontworpen door Frans De Jonck en Edwin Serneels speelt als een ironische commentaar in op de vele advertenties waarin Eddy Merckx met zijn vrouw Claudine te zien is. Bovendien luidt de slogan: “Voor Eddy koos Claudine ROOD ondergoed!”. Het woord “ROOD” is hierin het logo van het blad ROOD, het tijdschrift van de linkse politieke partij Revolutionaire Arbeidsliga (RAL). De kritiek op de commercialisering en uitbuiting van de sportvedette in De Dood van een Sandwichman is dus meteen leesbaar op de poster.

## Receptie
Kritieken op De Dood van een sandwichman luidden dat de film technisch van zwakke kwaliteit zou zijn en vol onnodige slordigheden zou zitten. Bovendien was ook de inhoud controversieel. De filmmakers werden zelfs beticht van hypocrisie aangezien ook zij zouden teren op de dood van Monseré om hun standpunt te kunnen maken.
Dit non-conformistische pamflet vond om die reden net zoals voorganger S.O.S. Fonske met moeite zijn weg naar de televisie en werd daarom bestempeld als een off-television productie: “films bestemd voor de televisie, maar die er eigenlijk niet op mochten”. De film werd vertoond op het Filmfestival van Cannes van 1972. Toen de film toch werd uitgezonden op de televisie, werd de eindscène - waarin aasgieren het karkas van een dier kaalplukken terwijl de begrafenisrede van Monseigneur De Smedt te horen is - gecensureerd. Dit was de voorwaarde voor de vertoning, waarmee de makers zonder al te veel schroom mee akkoord gingen omdat hun film zo eindelijk het grote publiek zou bereiken.